# Об'єднання демократичних сил
Об'єднання демократичних сил (болг. Обединени демократични сили, ОДС) — політична коаліція, сформована навколо Союзу демократичних сил в період 1997–2009 рр..
У різний час коаліція включала в себе різні партії та організації правоцентристської ідеології. Голова СДС, як правило, лідер ОДС: 1997–2001 — Іван Костов, 2001–2005 — Надія Михайлова, і з тих пір — Петро Стоянов.

## Джерело
- Обединени демократични сили